# Denis-Constant Martin
Denis-Constant Martin (né le 13 juillet 1947) est un anthropologue, un universitaire et un essayiste français.

## Biographie
Denis-Constant Martin, diplômé de l'institut d'études politiques de Paris et de l'institut national des langues et civilisations orientales, est titulaire de deux doctorats, dirigés par Georges Balandier. De 1969 à 2008, il est directeur de recherches au centre d'études et de recherches internationales. Chercheur au centre d'étude d'Afrique noire de l'université de Bordeaux, il enseigne l'anthropologie politique à Sciences Po Bordeaux et a également donné des cours au département de musique de l'université Paris-VIII, mais aussi, entre autres, en Afrique du Sud, en Algérie, aux États-Unis et au Kenya où il fonde et dirige en 1980, l'Institut de recherches en Afrique.

## Domaines de recherches
Les travaux de Denis-Constant Martin sont principalement orientés vers deux domaines : la sociologie et l'anthropologie politiques, notamment en Afrique, et la sociologie de la musique populaire.

## Publications
- Aux sources du Reggae. Musique, société et politique en Jamaïque, Parenthèses, coll. "Epistrophy", 1982.
- Le Kenya, avec Marie-Christine Martin, Que sais-je ?, 1983.
- L'Héritage de Kenyatta, L'Harmattan, 1985.
- Tanzanie, l'invention d'une culture politique, Fondation nationale des sciences politiques, 1988.
- Constellation, satellites, systèmes : enjeux régionaux, enjeux continentaux en Afrique Australe, Centre d'études d'Afrique noire, 1989.
- L'Amérique de Mingus. Musique et politique : les Fables Of Faubus de Charles Mingus, avec Didier Levallet, P.O.L, coll. "Birdland", 1991.
- La découverte des cultures politiques : esquisse d'une approche comparatiste à partir des expériences africaines, Centre d'études et de recherches internationales, 1992.
- Les démocraties antillaises en crise, éditions Karthala, 1996.
- Le gospel afro-américain : des spirituals au rap religieux, Actes Sud, 1998.
- (en) Coon Carnival, New Year in Cape Town, Past and Present, David Philip Publishers, 1999.
- La France du jazz : musique, modernité et identité dans la première moitié du XXe siècle, Parenthèses, coll. "Eupalinos", 2002.
- (en) Viewing the New South Africa, Representations of South Africa in Television Commercials, Institut français d'Afrique du Sud, 2006.
- Quand le rap sort de sa bulle. Sociologie politique d'un succès populaire (sur la rappeuse Diam's), Éditions Mélanie Seteun / IRMA, 2010.

Ouvrages dirigés
- Les Afriques politiques, avec Christian Coulon, éditions La Découverte, 1991.
- Sortir de l'apartheid, éditions Complexe, 1992.
- Cartes d'identité, comment dit-on « nous » en politique ?, Fondation nationale des sciences politiques, 1994.
- Les nouveaux langages du politique en Afrique orientale, éditions Karthala, 1998.
- Sur la piste des OPNI (Objets politiques non identifiés), éd. Karthala, 2002.
- L'identité en jeux, pouvoirs, identifications, mobilisations, éd. Karthala/Ceri, 2010.